# Wytch Hazel
Wytch Hazel est un groupe britannique de heavy metal, originaire de Lancastre, en Angleterre. En 2016, le groupe est signé chez Bad Omen.

## Histoire
tch Hazel est formé en 2011,. À l'origine, le groupe avait choisi le nom Jerusalem qui avait déjà été pris Wytch Hazel commence avec Colin Hendra à la guitare et au chant, Josh Winnard à la guitare, Cornelius Corkery à la basse, et Aaron Hay à la batterie. En 2012, le groupe sort son premier EP, intitulé The Truth, qui sort de manière indépendante. Le groupe sort deux autres splits en 2012, l'un intitulé Vol. 1, qui comprend également Asmovel, Eliminator, et Ascalon, et Borrowed Time / Wytch Hazel, qui comprend Borrowed Time,. Au moment où le groupe commence à écrire et à enregistrer son premier album, la majorité du groupe change, Hendra et Corkery restant, Winnard et Hay partant, ainsi que le remplaçant de Winnard, Matt Gatley, qui part également en 2015. Alex Haslam (Big Al) rejoint le groupe en 2015 aux guitares, Jack Spencer ayant pris la place de Hay en 2013. En 2016, le groupe sort son premier album, intitulé Prelude, chez Bad Omen Records,,. En 2018, le groupe enregistre et sort son deuxième album, intitulé II : Sojourn, également chez Bad Omen, qui est bien accueilli. En 2020, le groupe sort son troisième album, III : Pentecost, qui est très bien accueilli par plusieurs critiques,,,,.

## Influences, style et croyances
Colin Hendra, membre fondateur du groupe, déclare qu'Iron Maiden est l'une des influences du groupe, tandis qu'Alex Haslam (Big Al) confirme que Led Zeppelin, Wishbone Ash et Jethro Tull font partie de ses autres influences. Plusieurs critiques comparent le groupe à d'autres comme Blue Öyster Cult, Thin Lizzy et Deep Purple,.
Bien que le contenu des paroles de Wytch Hazel soit très orienté vers les thèmes du christianisme, écrites par Hendra, ils ne prétendent pas être un groupe chrétien. Hendra déclare qu'il est chrétien, Corkery est catholique, et Winnard et Spencer sont agnostiques. Le thème est très présent dans la majorité de leurs chansons, et de nombreux critiques le soulignent,.